# Labor Service Unit (B)

Die Schiffe der LSU (B) führten die Flagge der Vereinigten Staaten

Die Labor Service Unit (B) (LSU (B)) war ein Hilfsverband der United States Naval Forces Germany (NAVFORGER), der von 1951 bis 1957 bestand. Der Verband leistete vielfältige maritime Unterstützungsaufgaben einschließlich der Räumung von Seeminen. Die Angehörigen der LSU (B) waren Deutsche, von denen viele während des Zweiten Weltkriegs in der Kriegsmarine gedient hatten.

## Allgemeines
Nach dem Zweiten Weltkrieg stellten die US-Besatzungsstreitkräfte in Deutschland zu ihrer Unterstützung aus Deutschen bestehende Hilfsverbände auf. Die erste dieser Art zur See war unmittelbar nach Kriegsende die Marinedienstgruppe (United States Navy). Später wurden diese Gruppierungen als Labor Service Units und Civilian Service Units dauerhaft etabliert. Die ersten 500 deutschen Mitarbeiter wurden 1948 zur Unterstützung der Berliner Luftbrücke angestellt, nachdem zuvor vor allem Displaced Persons aus den vormals von Deutschen besetzten Gebieten, vor allem Polen, für diese Aufgaben eingesetzt worden waren.
Die Labor Service Units waren spätestens im September 1950 in Vorbereitung. Zu diesem Zeitpunkt forderte Konteradmiral John E. Wilkes, Kommandeur Navforger, von den ehemaligen deutschen Admiralen des Naval Historical Team Vorschläge für die Besetzung von Funktionen durch ehemalige mittlere Offiziersdienstgrade der Kriegsmarine der Wehrmacht an. Im November 1950 beschloss die US Navy die Aufstellung dreier Labor Service Units. Dabei ging es nur vordergründig um Aufgaben wie Minenräumung, die Abwicklung von Material der Kriegsmarine oder den Betrieb von US-Einrichtungen, da für diese Zwecke bereits Strukturen bestanden. Eigentlicher Zweck war die Vorbereitung auf eine neue deutsche Seestreitmacht, die der Navy angesichts des Koreakriegs und eines drohenden Kriegs mit der Sowjetunion in Europa sinnvoll erschien.
Unter NAVFORGER gab es zwei Labor Service Groups für Marineaufgaben. Die LSU (B) hatte Aufgaben an der Küste, während die LSU (C) mit Sitz in Schierstein einen Teil der Rhine River Patrol bildete. Die Bezeichnung LSU (A) war für den deutschen Verbindungsoffizier beim Stab NAVFORGER vergeben worden. Diese Funktion übernahm zunächst Hans John.

## Geschichte der LSU (B)

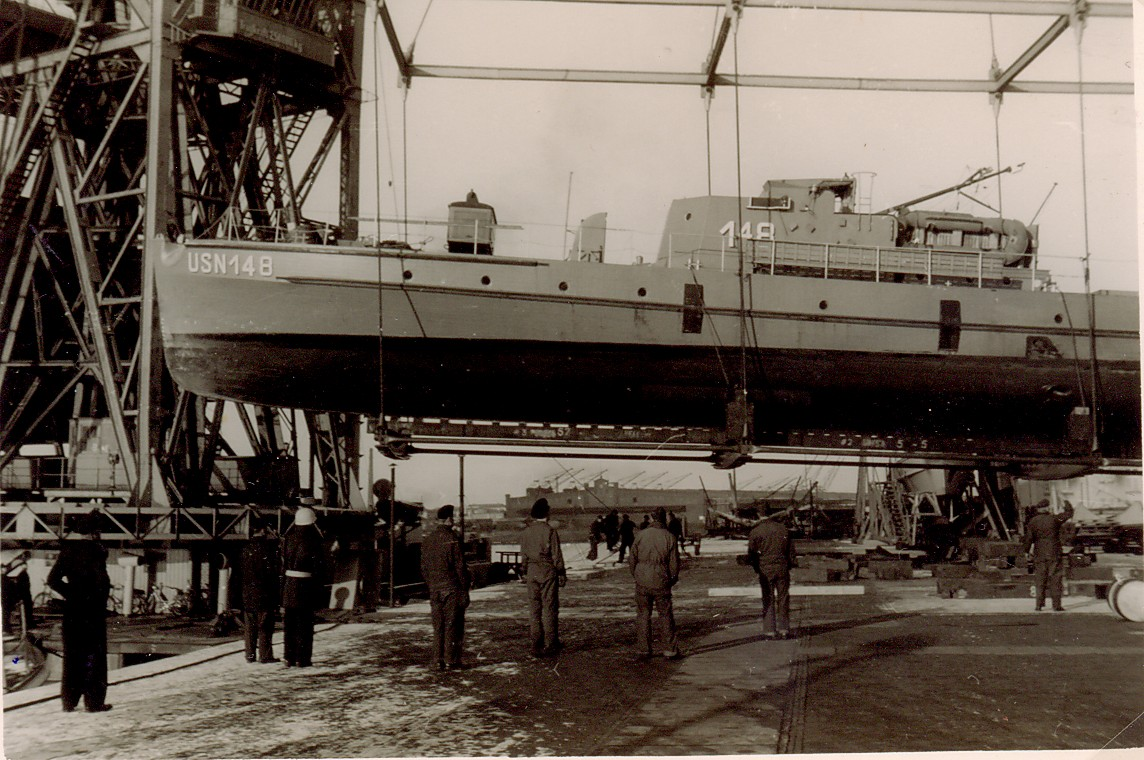
USN 148 am Haken vom Langen Heinrich

Die LSU (B) wurde am 1. Februar 1951 in Bremerhaven in einem feierlichen Zeremoniell aufgestellt, womit der Stellenwert des Aufbaus dieser neuen Organisation mit deutschem Personal deutlich gemacht werden sollte.  Bei der Gründung bildete die Schleppergruppe der Marinedienstgruppe in Bremerhaven den Grundstock, hinzu kamen vier Minensuchboote des Typs 1940, ein Kranschiff und ein Tanker. Personal kam zudem vom Minenräumverband Cuxhaven. Rund 60 Prozent des Gründungspersonals hatte zuvor in der Kriegsmarine der Wehrmacht gedient. Die übrigen 40 Prozent verfügten über kaum Seeerfahrung. Senior german Officer war der ehemalige Kriegsmarineoffizier, Kapitän zur See Walter Berger. Am 1. Juli 1951 übernahm die LSU (B) zwölf Räumboote von dem unter britischer Aufsicht stehenden Minenräumverband Cuxhaven.
Bei diesen Booten handelte es sich um US-Kriegsbeute, die den Briten leihweise zur Verfügung gestellt worden war. Sie wurden von den USA zurückgefordert, um eine eigene Minensuchkomponente in Europa aufzubauen. Hintergrund waren Erfahrungen im Koreakrieg. Die Landung bei Wŏnsan war durch den Einsatz veralteter nordkoreanischer Seeminen tagelang verzögert worden, weil nicht genügend Minenabwehrfahrzeuge zur Verfügung gestanden hatten.
Trotz der Bemühungen der US Navy um einen personellen Aufwuchs waren die Arbeitsverträge aus Sicht der ehemaligen Angehörigen des Minenräumverbands Cuxhaven deutlich schlechter als ihre vorherigen deutschen Verträge, so dass viele von ihnen statt in die LSU (B) lieber in den gleichzeitig neu entstehenden deutschen Seegrenzschutz wechselten. Ein wesentlicher Gesichtspunkt bei dieser Entscheidung war die in den US-Verträgen enthaltene Klausel, nach der die Angehörigen der LSU (B) den US-Behörden überall, d. h. auch außerhalb Deutschlands, zur Verfügung zu stehen hatten. 1956 verfügte die LSU (B) über rund 850 deutsche Angehörige. Seit der Gründung waren zu diesem Zeitpunkt auf rund 1000 Quadratkilometern Meeresfläche Minen geräumt worden. Insgesamt ließ die Minenräumarbeit ab 1953 stark nach und die Mitglieder wurden verstärkt für künftige Aufgaben als Seestreitkraft ausgebildet.
Nach Gründung der Bundesmarine wurden große Teile der LSU (B) in deren Dienst übernommen und die LSU (B) anschließend aufgelöst. Der Übergang von Booten, Personal und der Liegenschaft in Bremerhaven begann 1956 und war 1958 abgeschlossen. Rund 560 Mitglieder der LSU (B) entschlossen sich zum Eintritt in die Bundesmarine.

## Aufgaben
Die US-Navy übernahm mit den Booten des Minenräumverbandes Cuxhaven die Verpflichtung zum weiteren Minenräumen in den deutschen Gewässern, wobei die Royal Navy diese Tätigkeit weiterhin mit dem Bundesministerium für Verkehr und dem International Mine Clearance Board in London koordinierte.
Die Schnellboote hatten ähnlich wie der British Baltic Fishery Protection Service geheime Sonderaufträge in der Ostsee.

## Organisation

### Unterstellung
Die LSU (B) unterstand der US Naval Advanced Base Bremerhaven (NAB, vorgeschobener Marinestützpunkt Bremerhaven), die am 1. Juli 1945 eingerichtet wurde. Der NAB unterstanden folgende Einheiten:

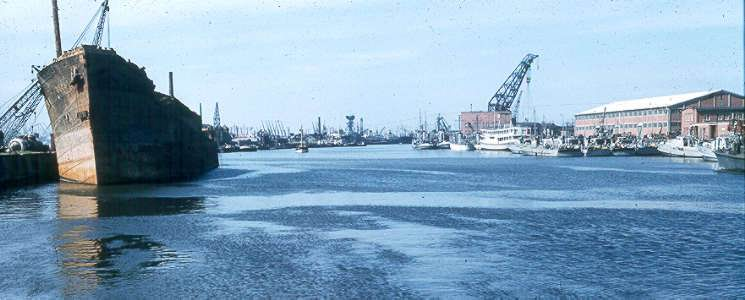
Minenräumboote der LSU an der Zerstörerkaje

- Weser River Patrol[15]

- Repair Unit
- Mine Sweeping Readiness Unit
  - Mine Division One
  - Mine Division Two
- Communication Unit #6
- Labor Service Unit „B“

### Führung
An der Spitze der LSU B stand ein verantwortlicher amerikanischer Offizier, dem der Älteste deutsche Offizier, Commander LSU (Kapitän zur See a. D.) Hans John, die Flottillenchefs und die Offiziere des Stabes direkt unterstellt waren. Der Stab umfasste die Sachgebiete Operation, Verwaltung, Schiffstechnik, Navigation, Personalwesen, Ausbildung und Versorgung.

## Materialbestand

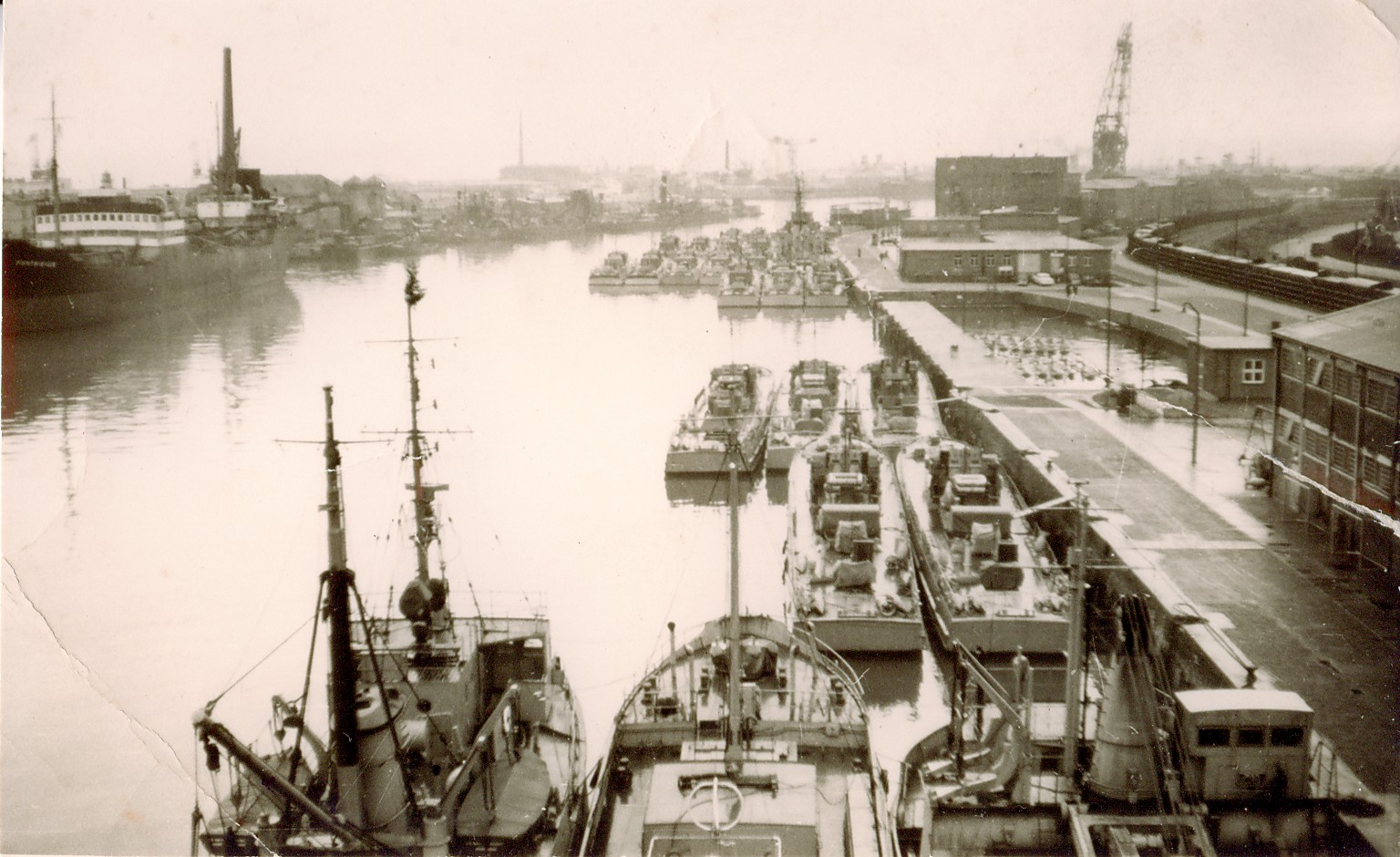
Räumboote der LSU(B) an der Bremerhavener Zerstörerkaje

Bis zum Sommer 1952 wuchs die LSU (B) auf folgenden Bestand auf:
- 1 Flottille Minensuchboote (5 M-Boote Typ 40, 1 Boot Typ 43)
- 2 Flottillen Minenräumboote (R-Boote) - 21 mit Voith-Schneider-Antrieb, 5 mit Schraubenantrieb
- 2 Tender (ehemalige Hochseeschlepper)
- 2 Schlepper
- 3 Schnellboote
- 1 U-Jagd-Boot
- 3 Flugsicherungsboote
- 1 Tanker
- 1 Flugzeugbergungsprahm
- 1 Wohnschiff